# Joker milliói
A Joker milliói (eredeti cím: Joker's Millions) a The New Batman Adventures (szó szerinti fordításban: Az Új Batman Kalandok) 7. epizódja. Amerikában 1998. február 21-én került először adásba, Magyarországon pedig az RTL Spike mutatta be 2017. február 2-án. A történet szerint Joker hatalmas vagyont örököl ősi ellenségétől, King Barlowtól, azonban kiderül, hogy ezúttal a bűn bohóc hercegét tréfálták meg. A cselekmény alapjául szolgáló képregényt 1952 februárjában publikálta a DC Comics.

## Cselekmény
Joker és Harley Quinn éppen menekülnek egy elrontott akció után, nyomukban Batman és Batgirl. Jokernek az állandó harcok miatt pénzproblémái merülnek fel, ezért nem engedheti meg magának, hogy lőszert, mérgező gázt, vagy éppen egynél több katapult ülést (ezen menekül, míg Harleyt elkapják, és visszaviszik Arkhamba).
Mikor Joker visszatér alacsony költségű albérletébe, egy levelet kap miszerint ősi ellensége King Barlow meghalt, és ráhagyta összes vagyonát, mintegy 25 millió dollárt. Joker féktelen pénzszórásba kezd, első dolga, hogy megvásárolja a szabadságát, és törölteti múltját a bűnügyi nyilvántartásból. A Pingvin hatalmas partit ad a tiszteletére, Joker pedig élvezi a hirtelen jött gazdagságot (láthatjuk például ahogy egy limuzinnal utazva szórja a pénzt az utcán, luxuskastélyt vesz, golfozni jár, és felvesz egy új, ál-Harleyt). 
A problémák akkor kezdődnek amikor Joker rájön, hogy tartozik az örökösödési adóval a Internal Revenue Service-nek. Mikor össze akarja gyűjteni a pénzt, kiderül, hogy a pénz nagy része hamisítvány. Talál egy kazettát is, melyen King Barlow halálos ágyán üzen neki, hogy most ő verte át, Jokernek választania kell, vagy börtönbe megy, vagy bevallja, hogy ő átverte, így pedig nevetségessé válik az egész alvilág előtt.
Joker nem akar sem börtönbe menni, sem vissza Arkhamba, ezért kiterveli, hogy kirabolja a gothami pénzszállító autókat, de mindenféle védjegyet mellőzve, hogy nehogy bárki (főleg Batman) rájöjjön, hogy ő áll a dolgok hátterében. Végül lelepleződik, elkapják. Joker bánatában öngyilkos akar lenni, végül készen áll nevetni az egész ügyön, és az újabb kudarcon, azonban a rabszállítóban nem várt meglepetés várja. A rendőr felügyelő valójában az álruhába bújt Harley aki nagyon dühös Jokerre, amiért az hűtlen volt hozzá, amit az Arkhamig tartó úton egy gumibottal hálál meg.

## Szereplők
| Szereplő                 | Eredeti hang   | Magyar hang     |
| ------------------------ | -------------- | --------------- |
| Bruce Wayne / Batman     | Kevin Conroy   | Sótonyi Gábor   |
| Barbara Gordon / Batgirl | Tara Strong    | Dögei Éva       |
| Dick Grayson / Éjszárny  | Loren Lester   | Moser Károly    |
| Joker                    | Mark Hamill    | Háda János      |
| Harley Quinn             | Arleen Sorkin  | Mahó Andrea     |
| Pingvin                  | Paul Williams  | Varga T. József |
| Méregcsók                | Diane Pershing | Urbán Andrea    |
| Jack Ryder               | Jeff Bennett   | ?               |
| King Barlowe             | Allan Rich     | Bácskai János   |

## Érdekességek
Joker pénzügyi problémájára nem először kapunk utalást, ez a ma már klasszikussá vált Superman: A rajzfilmsorozat Jó fiúk, rossz fiúk című tripla epizódjában is világossá válik, mikor is Joker és Harley elmennek Superman városába, és felajánlják Lex Luthornak, hogy 1 milliárdért cserébe megölik Supermant. A két cselekmény között egy hónapnyi eltérés van, az tisztázatlan, hogy Joker hogy éli túl az epizód végi robbanást.
Az epizódban kiderül Jokerék két hiénájának a neve. Bad és Lou akiket a két híres komikus Bud Abbot és Lou Castello után neveztek el.